# Inname van de Naamse citadel
De Inname van de Naamse citadel op 24 juli 1577 was een belangrijke gebeurtenis in de Tachtigjarige Oorlog. Een al bijna 6 maanden durende wapenstilstand werd verbroken en daarmee werd een einde gemaakt aan de gunstigste periode van de oorlog voor de Staatsen.

## Aanloop
Landvoogd don Juan van Oostenrijk kwam onder moeilijke omstandigheden aan in de Nederlanden: zijn in maart 1576 overleden voorganger Requesens had het zwaar onderbetaalde Leger van Vlaanderen leiderloos achtergelaten en in veel plaatsen doen muiten, wat leidde tot de Spaanse Furie en de daaropvolgende Pacificatie van Gent van alle Nederlandse gewesten tegen de Spaanse aanwezigheid (november 1576). De door Spaanse muiterij in elkaars armen gedreven katholieke en protestantse edelen eisten samen onder meer het onmiddellijke vertrek van de Spaans-Italiaanse troepen. De Unie van Brussel (9 januari 1577) stelde bovendien dat Filips II als koning en don Juan als landvoogd erkend zouden worden en het katholieke geloof gehandhaafd, als men de Pacificatie maar zou aanvaarden. Don Juan trad in onderhandeling met de Staten-Generaal en kwam op 12 februari 1577 te Marche-en-Famenne tot het Eeuwig Edict, dat deze eisen inwilligde. De nu ontstane wapenstilstand hield in dat alle Spaanse en Italiaanse troepen uit de Nederlanden (Luxemburg uitgezonderd) dienden te vertrekken en de Staten-Generaal zelf voor de handhaving van het katholicisme zouden zorgen. In maart en april begonnen de vreemde troepen zich ook daadwerkelijk terug te trekken. Koning Filips II aanvaardde het Eeuwig Edict op 7 april en op 10 mei 1577 hield Don Juan zijn Blijde Intrede te Brussel, waarbij hij plechtig op een bijbel zwoer dat hij de Pacificatie van Gent en de privileges van de Nederlanden zou eerbiedigen.
Willem van Oranje, Marnix van Sint-Aldegonde en gelijkgestemde edellieden waren echter nog niet tevreden met de gang van zaken. Tijdens de zogeheten 'vredehandel van Geertruidenberg' uitte Oranje tegenover Aarschot (die namens Don Juan onderhandelde) zijn angst dat het met hen hetzelfde zou aflopen als Egmont en Horne, dat hij tegen het herstel van het katholicisme was en dat hij de garanties dat zijn zoon Filips Willem van Oranje uit gevangenschap zou terugkeren niet overtuigend vond. Toen Oranje het Eeuwig Edict uiteindelijk afwees, liet Don Juan openlijk verkondigen dat hij daarmee de Pacificatie van Gent overtrad. Don Juan zelf voelde zich in toenemende mate onveilig en vreesde voor zijn leven. In de onderhandelingen die hij hield in Brussel, Mechelen en Leuven zat geen schot in de zaak en gedroeg men zich vijandig. De landvoogd meende geen andere optie te zien dan het leger uit Italië en Luxemburg terug te roepen en zich eerst meester te maken van de strategische Citadel van Namen.

## Inname
De inname zelf stelde niet veel voor: don Juan en zijn leger kwamen aan bij de Naamse citadel, waar hij hartelijk ontvangen werd door de nietsvermoedende slotvoogd Jan van Bourgondië, de heer van Froidmont. Er was al 5,5 maanden een wapenstilstand van kracht en er werd voortdurend onderhandeld, en don Juan werd op dat ogenblik formeel door de Staten-Generaal erkend. Groot was de verbazing toen hij en zijn troepen eenmaal binnen de vesting hun wapens trokken en er bezit van namen. De Staatse bewakers van Froidmont verzetten zich niet.

## Gevolgen
De militaire bezetting van de Naamse citadel was een openlijke schending van de afspraken en vormde een bedreiging voor de hierop onvoorbereide opstandige gewesten onder leiding van de Staten-Generaal. Een hele reeks edelen keerde zich daarop weer af van de Opstand en sloot zich aan bij Don Juan, terwijl anderen zich opnieuw achter Oranje schaarden. De eenheid van gematigde en radicale rebellen was verbroken en de kloof groeide na de val van Namen snel dieper. Bij wijze van protest hield Willem van Oranje zijn triomfantelijke intocht te Brussel om te laten zien dat het volk achter hem en de Opstand stond, en men niet bevreesd was voor het Spaanse machtsvertoon. Radicale calvinisten in Vlaanderen gingen een stap verder en grepen de macht: Jan van Hembyze en François van Ryhove ontdeden zich van de gematigde Filips III van Croÿ en stichtten de Gentse Republiek, waarin een hevige antikatholieke campagne begon. Anderzijds lieten veel ontevreden katholieken, malcontenten, de Opstand nu in de steek en keerden zich onder leiding van heren als Emanuel Filibert van Lalaing en Filips van Lalaing tegen hun voormalige protestantse broeders. De aldus gezaaide verdeeldheid was een van de oorzaken van de verpletterende Staatse nederlaag bij Gembloers een half jaar later. Ook al leken de Nederlanden in het voorjaar 1577 nog zo eensgezind en dichter bij een totale overwinning dan op enig ander moment in de oorlog, deze enkele provocatie toonde aan hoe fragiel de Pacificatie van Gent was geweest.